# Monument à la Mère protectrice
Le Monument à la Mère protectrice (en russe : Мать-Покровительница, en tchouvache : Анне-Пирĕшти палăкĕ) est un monument de 46 mètres de haut situé sur la Place Rouge de Tcheboksary, la capitale de la république de Tchouvachie (Russie).

## Historique
Le monument a été conçu par Nikoláj Vasíl’evič Fëdorov, premier président de Tchouvachie, et créé par le sculpteur Vladimir Nagornov, aidé par A. Trofimov, consultant en sciences, et les architectes V. Filatovym, Ju. Novoselovym et A. Orešnikovym. 
Une épigraphe à la base du monument dit : « Bienheureux mes fils, qui vivent dans la paix et dans l'amour ».
L'ancien pope de l'Église de la Dormition de Marie de Tcheboksary, Andrej Berman, a beaucoup critiqué Barnabás (ru), métropolite de toute la Tchouvachie, pour avoir béni le monument.

## Galerie

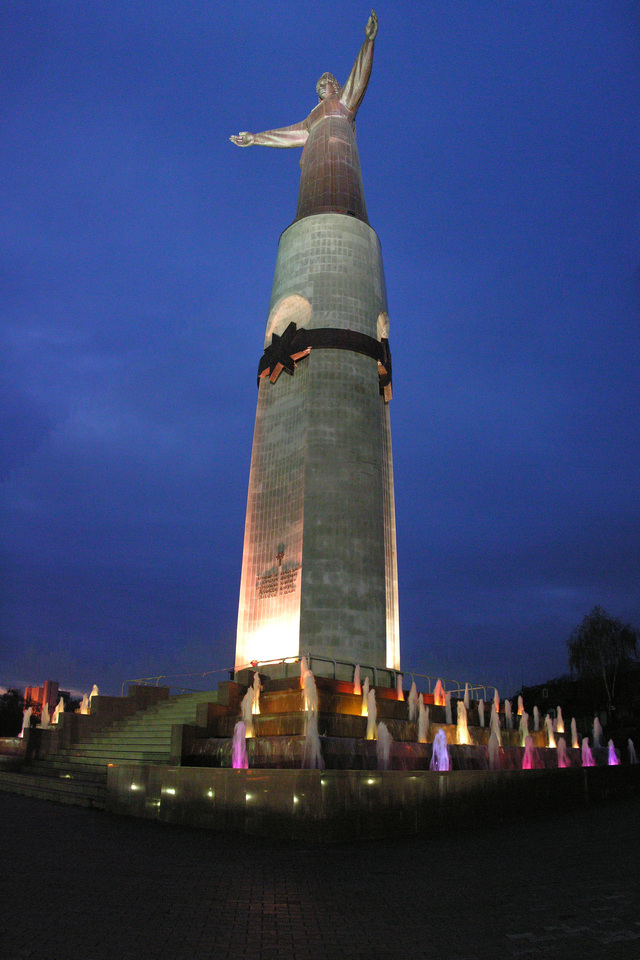
Le monument la nuit